# Anomala variivestis
Anomala variivestis är en skalbaggsart som beskrevs av Gilbert John Arrow 1917. Anomala variivestis ingår i släktet Anomala och familjen Rutelidae. Inga underarter finns listade i Catalogue of Life.